# 弗雷舒德埃什帕達阿辛塔
41°5′28″N 6°48′28″W / 41.09111°N 6.80778°W
弗雷舒德埃什帕達阿辛塔（葡萄牙語：Freixo de Espada à Cinta）是葡萄牙的城鎮，位於該國東北部，由布拉干薩區負責管轄，面積244.14平方公里，2011年人口3,780，人口密度每平方公里15人。